# Gerhard von Keußler
Gerhard von Keußler (* 5. Juli 1874 in Alt-Schwanenburg, Livland; † 21. August 1949 in Niederwartha bei Dresden) war ein deutscher Komponist, Dirigent und Musikschriftsteller.

## Leben
Gerhard von Keußler stammte aus einer deutschbaltischen Pastorenfamilie und erhielt ersten Musikunterricht im Elternhaus. Da sein Vater 1885 nach Sankt Petersburg berufen wurde, absolvierte er seine schulische Ausbildung an der dortigen Petrischule und arbeitete im Anschluss als Hauslehrer. 1894 begann Keußler an der Kaiserlichen Universität Dorpat zunächst Botanik zu studieren, bevor ihn ein erfolgreiches Konzert mit eigenen Liedern 1899 dazu bewog, den Musikerberuf professionell zu betreiben. 1900 schrieb er sich deshalb am Leipziger Konservatorium ein und studierte dort Komposition bei Carl Reinecke, Kontrapunkt bei Salomon Jadassohn und Violoncello bei Julius Klengel. Parallel dazu betrieb er an der Universität Leipzig ein Studium der Kunstwissenschaft, welches er mit einer Doktorarbeit über Die Grenzen der Aesthetik 1902 zum Abschluss brachte. Im gleichen Jahr brach er wegen Unstimmigkeiten sein Musikstudium ab. 1903 zog Keußler nach Dresden.
Anfang 1906 wurde Keußler zum Chorleiter des Deutschen Singvereins in Prag ernannt, was er bis 1918 blieb. Auch leitete er in dieser Zeit die Konzerte des Musikverbandes und hielt Vorlesungen zu musikhistorischen und musikästhetischen Themen. 1904 war Keußler Mitglied der Freimaurer geworden, deren Prinzipien bald wesentlichen Einfluss auf seine Gedankenwelt nahmen. Er war Mitglied der Prager Loge „Hiram zu den drei Sternen“, welcher er später das vokalsinfonische Werk Das große Bündnis widmete.
Von 1918 bis 1922 arbeitete Keußler als Dirigent der Sing-Akademie und zeitweise der Philharmonischen Konzerte in Hamburg. Anschließend war er nur noch als Gastdirigent und Liedbegleiter tätig und siedelte nach Stuttgart über. In den 1920er Jahren setzte Keußler sich sehr für die soziale Absicherung von Musikern ein. 1926 gründeten seine Anhänger in Stuttgart und Prag eine „Gerhard von Keußler-Gesellschaft“, um der Musik des Komponisten zu größerer Verbreitung zu verhelfen.
1932 ging Keußler nach Australien, wo er sich in den folgenden drei Jahren große Verdienste um die Verbesserung des Musiklebens erwarb. 1934 berief man ihn als Musikdirektor an die St. Patricks-Kathedrale in Melbourne. Seine australische Zeit verarbeitete der Komponist in den sinfonischen Werken Xenion und Australia, die jedoch beide nicht mehr in Australien zur Uraufführung gelangten.
Bei seiner Rückkehr nach Deutschland Ende 1935 wurde Keußler mit dem Nationalsozialismus konfrontiert. Er weigerte sich sowohl der Reichsschrifttumskammer beizutreten, als auch der Aufforderung nachzukommen, jüdische Mitglieder aus der "Keußler-Gesellschaft" auszuschließen. 1939 löste der Komponist selbst die Gesellschaft deshalb auf.
Im Übrigen blieb Keußler von der NS-Kulturpolitik weitgehend unbehelligt, da der mit ihm befreundete Reichsmusikkammer-Präsident Peter Raabe ihn in Schutz nahm. Raabe vermittelte ihm auch 1936 die Leitung einer Meisterklasse für Komposition an der Preußischen Akademie der Künste, die Keußler bis 1945 innehatte. Adolf Hitler ehrte ihn anlässlich seines Geburtstages am 20. April 1936 mit der Verleihung des Professor-Titels.
Ende der 1930er Jahre plante Keußler einen erneuten Aufenthalt in Australien, der aber durch den Ausbruch des Zweiten Weltkrieges verhindert wurde. 1939 wurde er aus der Reichsmusikkammer ausgeschlossen und mit Aufführungsverbot belegt, jedoch gab es gegen Kriegsende wieder vereinzelt Konzerte mit Keußlers Kompositionen.
1941 war der Komponist ins sächsische Niederwartha gezogen und wohnte dort im Haus seiner jüngeren Schwester Lisbeth von Keußler (1879–1972), einer Malerin. Hier verbrachte Gerhard von Keußler zurückgezogen seine letzten Lebensjahre.
Im Jahr 1944 erhielt er die Goethe-Medaille für Kunst und Wissenschaft.

## Künstlerisches Schaffen
Keußlers musikalisches Schaffen besteht überwiegend aus Vokalwerken, für die er selbst die Dichtungen verfasste. Hier dominieren groß angelegte Oratorien, sowie Opern, die der Komponist als „Sinfonische Dramen“ bezeichnete. Die Texte der Werke befassen sich überwiegend mit philosophischen Themen. Unter den Instrumentalwerken ragen zwei umfangreiche, einsätzige Sinfonien hervor. Keußlers oft stark kontrapunktisch gestaltete Musik wird charakterisiert als „von einem tiefen Ernst erfüllt, der jenseits des Musikantischen und Effektvollen liegt“ (Helmut Scheunchen). In der MGG (1. Auflage) nennt Erwin Kroll Keußler einen „einsame[n], in Tönen dichtende[n] Höhenwanderer“ sowie „eine besondere Erscheinung innerhalb der letzten deutschen Spätromantik“ und rückt sein Werk stilistisch in die Nähe von Felix Draeseke, Hans Pfitzner, Richard Wetz und Heinrich Kaminski.
Die Werke Gerhard von Keußlers sind nach seinem Tod kaum mehr aufgeführt worden, was wohl daran liegt, dass die meisten Kompositionen eine große Besetzung verlangen und die Tonsprache des Komponisten allgemein als schwer zugänglich gilt. Nur ein Teil der Werke ist außerdem im Druck erschienen, meist in nicht sehr hoher Auflagenstärke.
Keußler veröffentlichte in Zeitungen zahlreiche Aufsätze zur Musik. Er zeigte ein lebhaftes Interesse an früheren Epochen der Musikgeschichte und bearbeitete zahlreiche Stücke alter Meister, z. B. Palestrinas. Er war außerdem der Erste, der sich dafür einsetzte, das Requiem Wolfgang Amadeus Mozarts ohne die Anteile Franz Xaver Süßmayrs zu spielen. Er plädierte für die Ergänzung des unvollendeten Werkes mit Teilen aus anderen Mozartschen Messkompositionen.
Keußlers umfangreicher Nachlass, der neben den musikalischen Werken auch Schriften zu Musik und Philosophie sowie Gedichte enthält, wird im Goethe- und Schiller-Archiv Weimar aufbewahrt.
Herausgegeben von Denis Lomtev, erscheinen seit 2020 die bislang unveröffentlichten Orchesterwerke Keußlers im Laurentius-Musikverlag.

## Werke (Auswahl)

### Opern
(Libretti: Gerhard von Keußler)
- Wandlungen, sinfonisches Drama in 7 Bildern (Teilaufführungen: Coburg 1904, Dresden 1905; als Ganzes unaufgeführt)
- Gefängnisse, sinfonisches Drama in 3 Teilen (UA: Prag 22. April 1914)
- Die Geisselfahrt, sinfonisches Drama in 2 Teilen (UA: Hamburg 17. September 1923)
- Der Bruder, sinfonisches Drama in 3 Handlungen (Libretto vollendet, Musik nur unzusammenhängend skizziert)

### Oratorien

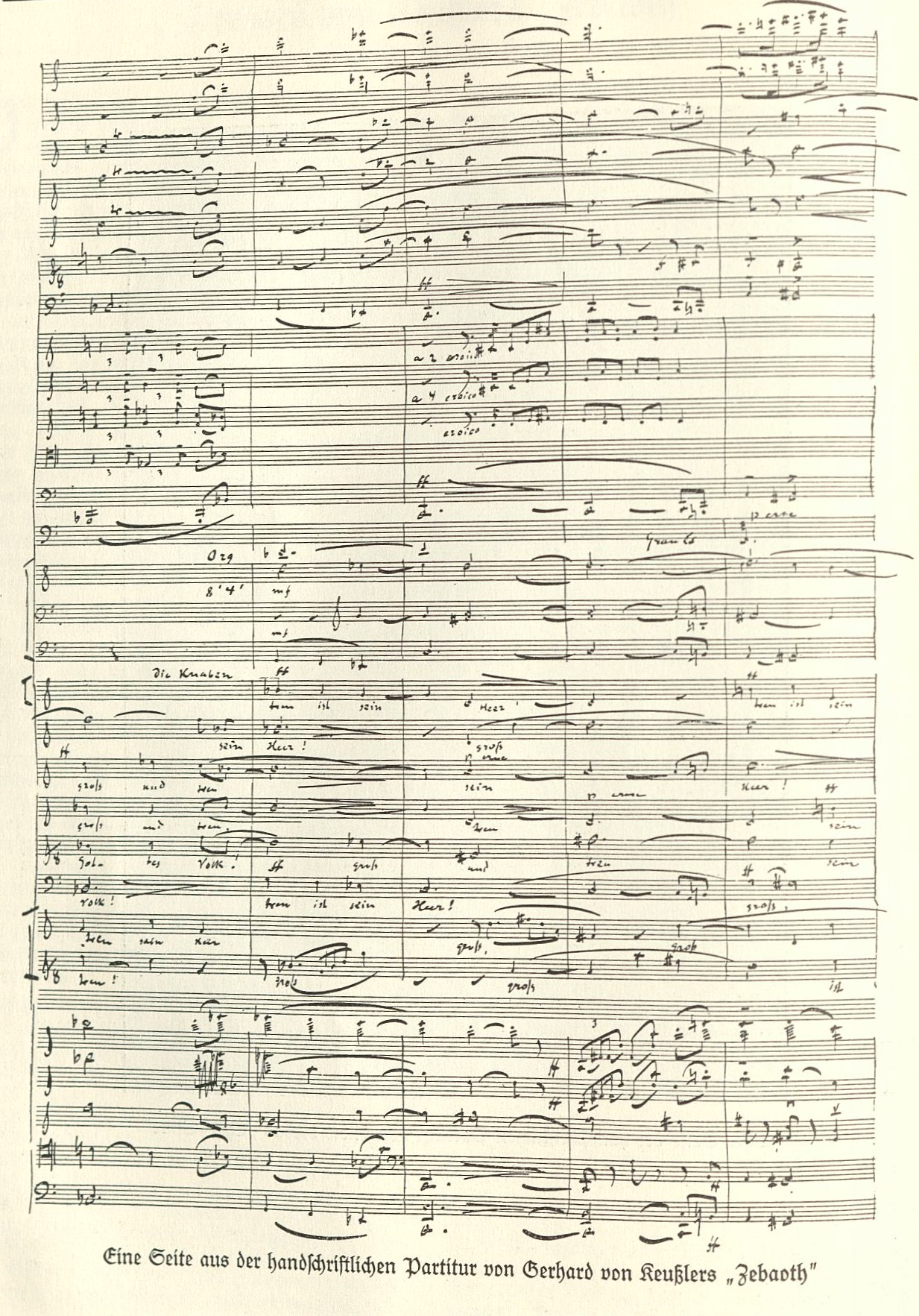
Zebaoth (Auszug)

- Jesus aus Nazareth, biblisches Oratorium (Text: Bibel, G. v. Keußler; UA: Prag 2. Juni 1917)
- Die Mutter, ein Marien-Oratorium (Text: Bibel, G. v. Keußler; UA: Hamburg 25. November 1919)
- Zebaoth, biblisches Oratorium (Text: Bibel, G. v. Keußler; UA: Frankfurt am Main 13. Juni 1924)
- In jungen Tagen, ein Volksoratorium nach altdeutschen Liedern (UA: Heidelberg 26. Februar 1926)

### Lieder
(Texte: Gerhard von Keußler)
- Im Zeitenwandel, 6 Gesänge mit Orchester (Einzellieder später auf andere Zyklen aufgeteilt)
- Zur Ernte, Zyklus für Gesang und Orchester
- Gesänge nach eigenen Dichtungen für Singstimme (Tenor oder Alt) und Klavier:
  - Heft 1: Unterwegs, 6 Lieder (1903)
  - Heft 2: Rhapsodie, 7 Gesänge (1903)
  - Heft 3: Aus dem Tagebuch, 6 Skizzen (1902–1905)
  - Heft 4: Von der Sühne, 6 Szenen (1903, 1913)
  - Heft 5: Die Gefährtin, monodramatischer Zyklus, 6 Gesänge (19??)
  - Heft 6: Das große Bündnis, 3 Gesänge (1912, später zur sinfonischen Dichtung erweitert)
  - Heft 7: Das Lied von der Liebe (1913)
  - Heft 8: Der alte Herd (1914)
  - Heft 9: Nachklänge, 4 Lieder (1917)
  - Heft 10: An die Einsamkeit, Gesang aus dem sinfonischen Drama "Wandlungen" (1901)

### Sinfonien und Sinfonische Dichtungen
(Texte der vokalsinfonischen Werke: Gerhard von Keußler)
- Juninacht am Meer, sinfonische Dichtung (19??, vermutlich unaufgeführt)
- Auferstehung und Jüngstes Gericht, sinfonisches Fresko für Rezitation und Orchester (1904)
- Morgenländische Phantasie für Orchester (1909)
- Der Tod, sinfonische Dichtung für Sopran, Männerchor und Orchester (vor 1911, unaufgeführt)
- Sinfonie A-Dur (1916, Umarbeitung von Der Tod, nur 1. und 4. Satz erhalten, frühere Fassung unter dem Titel "Todesvisionen")
- An den Tod, melodramatische Sinfonie für Rezitation und Orchester (1922)
- Sinfonie d-Moll (1925)
- Das große Bündnis, sinfonische Dichtung für Alt und Orchester (1928, Urfassung 1912 als Liederzyklus)
- Sinfonie C-Dur (1929)
- Die Burg, sinfonische Dichtung für Alt, Knabenchor und Orchester (1929)
- Asma, sinfonische Dichtung für Alt und Orchester (1931)
- Xenion, sinfonische Szene für Kinderchor und Orchester (1933, unaufgeführt)
- Praeludium solemne für Orgel und Orchester (1934)
- Australia, sinfonische Phantasie (1935, auch unter dem Titel "Vom neuen Sein")

### Schriften
- Die Grenzen der Aesthetik. Dissertation; Universität Leipzig. Seemann-Verlag, Leipzig 1902, OCLC 175070085 (167 S., eingeschränkte Vorschau in der Google-Buchsuche).
- mit Nikolaus Busch, Paulus Bucaenus: Untersuchungen zur Lebensgeschichte Dürers (= Abhandlungen der Herder Gesellschaft und des Herder-Instituts zu Riga. Band 4, Nr. 1). Löffler, Riga 1931, DNB 579009068.